# NGC 238
NGC 238 é uma galáxia espiral barrada (SBb) localizada na direcção da constelação de Phoenix. Possui uma declinação de -50° 10' 58" e uma ascensão recta de 0 horas, 43 minutos e 25,6 segundos.
A galáxia NGC 238 foi descoberta em 2 de Outubro de 1834 por John Herschel.